# Flexion sur jambes
 (juin 2017).
Si vous disposez d'ouvrages ou d'articles de référence ou si vous connaissez des sites web de qualité traitant du thème abordé ici, merci de compléter l'article en donnant les références utiles à sa vérifiabilité et en les liant à la section « Notes et références ».

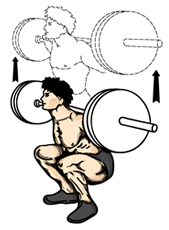
Mouvement d'accroupi qui constitue la flexion sur jambes (complète dans ce cas-ci).

La flexion sur jambes (angl. squat) est un mouvement d'accroupi qui constitue un exercice poly-articulaire de force et de musculation ciblant les muscles de la cuisse (principalement quadriceps, adducteurs et ischio-jambiers) et les fessiers. Il sollicite aussi secondairement les mollets, les lombaires et les abdominaux. C'est un des trois mouvements de base de la force athlétique avec le développé couché et le soulevé de terre.

## Exécution du mouvement
La flexion sur jambes, plus connue sous le nom de squat, consiste à effectuer des flexions des membres inférieurs avec une barre chargée reposant sur l'arrière des épaules.

### Description détaillée et variantes par discipline
Au départ du mouvement, la barre repose en hauteur sur un support (appelé parfois une « cage à squat » lorsqu'il s'agit d'une structure encadrant l'athlète et munie de barres de sécurité latérales). Le sportif se place sous la barre et dégage celle-ci de son support. La barre doit reposer en arrière des épaules, soit sur le haut des trapèzes pour ne pas faire souffrir les vertèbres cervicales (variante dite barre haute), soit sur les deltoïdes postérieurs (variante dite barre basse). Les pratiquants de force athlétique privilégient généralement une position basse, mécaniquement plus avantageuse mais sollicitant davantage les extenseurs des hanches et les lombaires, tandis qu'une position haute est adoptée en haltérophilie, cette posture étant plus conforme aux spécificités de cette discipline. Les pieds sont espacés approximativement de la largeur des épaules, et positionnés selon un angle légèrement divergent (familièrement « en canard ») pour plus de stabilité et surtout pour préserver l'intégrité des articulations. L'écartement des mains dépend de la souplesse scapulaire du pratiquant, celui-ci devant trouver le meilleur compromis entre confort et stabilité. La flexion est ensuite effectuée en prenant soin de garder le buste droit (bassin en antéversion, fesses vers l'arrière, sans cambrure excessive).
Les règles de la force athlétique exigent que le squat soit exécuté au moins en cassant la parallèle, en définissant la parallèle comme l'alignement du genou avec le creux de la hanche, donc en pratique les spécialistes de cette discipline exécutent préférentiellement cette variante partielle afin de maximiser la performance ; le squat complet, exécuté au delà de la parallèle, jusqu'à ce que les ischio-jambiers touchent les chevilles, est plus souvent pratiqué en haltérophilie (l'accroupi complet étant une composante essentielle des mouvements d'épaulé jeté et d'arraché), ou par des athlètes d'autres disciplines dans le cadre du renforcement musculaire.
La remontée s'effectue de la même manière, en veillant à éviter une courbure excessive du dos (aussi bien en cyphose qu'en lordose) ou un rapprochement des genoux, signes de charge excessive ou d'un déséquilibre musculaire qu'il conviendra de corriger en priorité. Lors de l'utilisation de charges lourdes, le mouvement est exécuté en présence d'un assistant qui peut aider à la remontée de la barre, et/ou dans une cage munie de barre de sécurité permettant de reposer la barre en position basse en cas de défaillance.

## Variantes
Il existe plusieurs variantes du squat, permettant de varier la configuration biomécanique et le degré d'implication des différents muscles sollicités :
- Le front squat (flexion en avant) consiste en une flexion avec barre maintenue à l'avant des épaules, de deux manières différentes : soit en repliant les bras vers les épaules, coudes en avant, paumes vers le haut, de sorte que les phalanges recourbées maintiennent la barre par en dessous (position de l'épaulé en haltérophilie) ; soit en croisant les bras, maintenus en hauteur, les mains positionnées au niveau des clavicules retenant la barre par au-dessus (cette position requiert moins de souplesse scapulaire mais nécessite plus d'effort au niveau des épaules ce qui peut la rendre pénible en fin de série avec la fatigue et l'essoufflement).
- Les variantes caractérisées par un écartement des pieds différent, visant à solliciter préférentiellement une zone particulière des muscles de la cuisse. En effet, plus les pieds sont écartés, plus c'est la partie interne des cuisses qui travaille ; inversement, plus les pieds sont rapprochés, plus c'est la partie externe de la cuisse qui travaille.[réf. nécessaire] La position avec jambes très écartées est appelée sumo squat.
- Le box squat consiste à s'asseoir en fin de flexion sur un banc ou autre support, puis à remonter de cette position, ce qui force à se passer de l'élan généré lors du mouvement naturel durant la phase la plus délicate. Cette variante particulièrement difficile à maîtriser est surtout employée à l'entraînement par les pratiquants de force athlétique.
- Le hack squat consiste à effectuer une flexion des jambes avec une barre maintenue à bout de bras derrière les jambes. Le terme hack, signifiant en anglais « coupe » ou « découpe », pourrait se référer au détaché musculaire des quadriceps que cet exercice est réputé améliorer, mais selon Emmanuel Legeard, expert en sports de force et germaniste, ce terme serait en fait dû à la forme d'origine du mouvement, exécuté pieds joints, à la manière dont les soldats prussiens claquaient leurs talons (« Hacken zusammen »)[2] ; le terme pourrait aussi être dérivé du nom de George Hackenschmidt, qui a popularisé ce mouvement en Europe. Un mouvement de même nom peut être réalisé avec une machine spécifique : le pratiquant positionne son dos contre un support vertical incliné vers l'arrière, calé contre des manchons situés au niveau des épaules, les pieds étant positionnés sur une plate-forme fixe, tandis que le support dorsal mobile (relié à un mécanisme de résistance) coulisse le long d'un axe. Dans les deux cas, la configuration biomécanique accentue la flexion au niveau des genoux, donc l'implication relative des quadriceps. Tom Platz, culturiste resté célèbre pour ses cuisses au développement et au détaché exceptionnels, pratiquait un mouvement hybride entre le hack squat sur machine et le sissy squat (voir ci-dessous), en positionnant les pieds joints très bas sur la plate-forme et en décollant les talons en fin de mouvement ; selon lui cette variante, bien que plus stressante pour les genoux, optimise le développement des vastes externes[3].
- Le sissy squat (littéralement « accroupissement de tapette ») consiste à effectuer une flexion des genoux en gardant les hanches fixes, donc en avançant le bassin et en finissant le mouvement sur la pointe des pieds, ce qui nécessite généralement de se maintenir à un support pour garder l'équilibre. Plus encore que pour le hack squat, cette variante vise à exercer les quadriceps en isolation, et est un exercice de finition pratiqué principalement dans le cadre d'une préparation à une compétition de culturisme.
- La flexion sur une jambe (en anglais one-legged squat ou pistol squat du fait de la position évoquant la forme d'un pistolet) consiste à exécuter la flexion complète d'une jambe, supportant alors tout le poids du corps plus une éventuelle charge additionnelle, l'autre jambe restant tendue en avant. Cet exercice, déjà difficile à réaliser au poids de corps, permet de réaliser un entraînement efficace en l'absence d'équipement spécifique (en combinaison avec des pompes et tractions), ou en cas de blessure empêchant de porter de lourdes charges.

Le squat classique (barre à l'arrière des épaules) est néanmoins le seul reconnu en compétition de force athlétique.

Squat classique ou back squat, jambes parallèles.
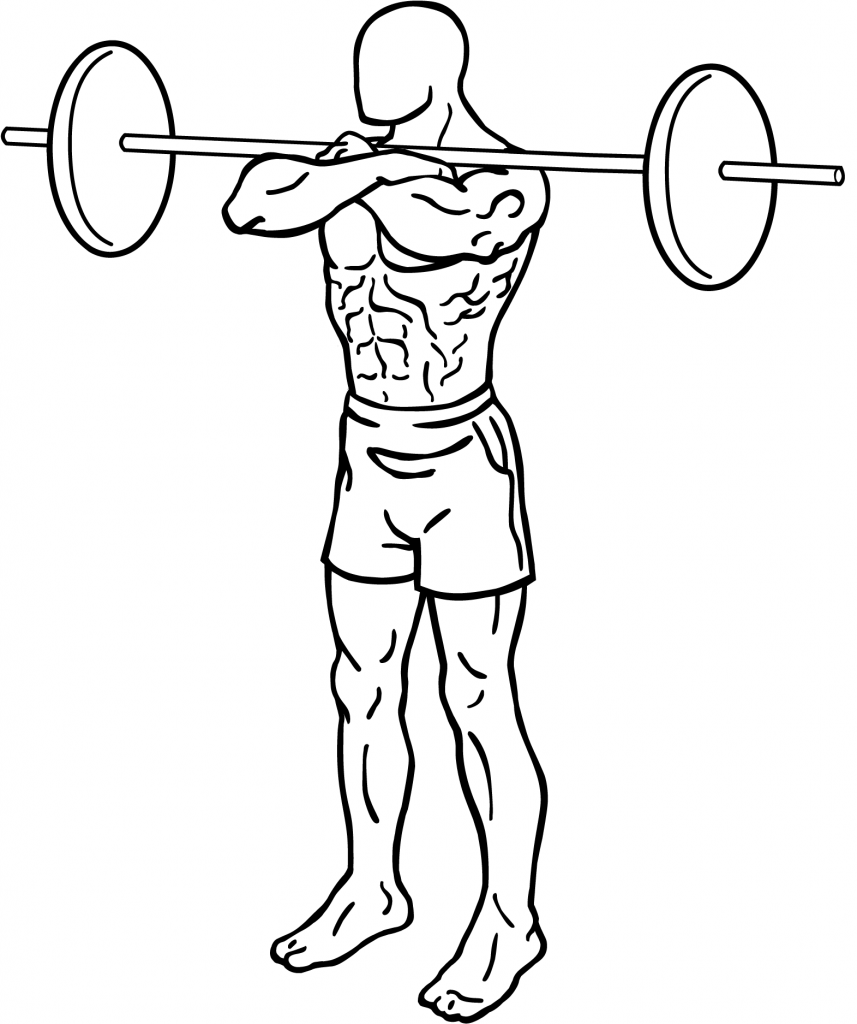
Front squat avec maintien bras croisés, position de départ.
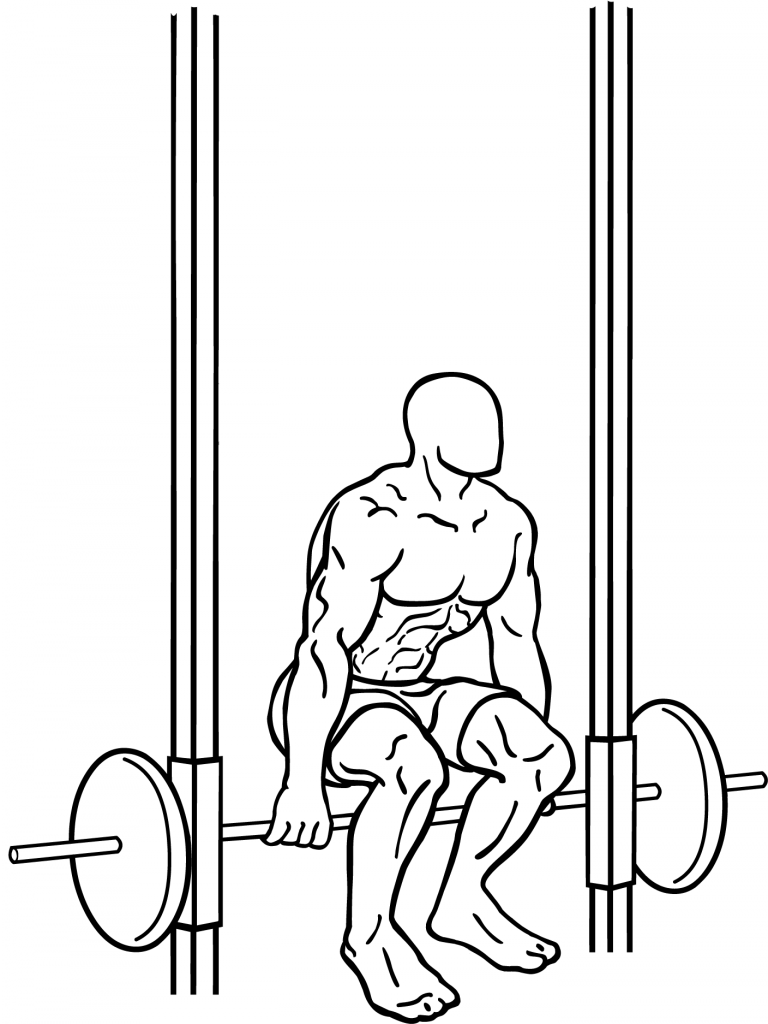
Hack squat sur cadre-guide, position basse.
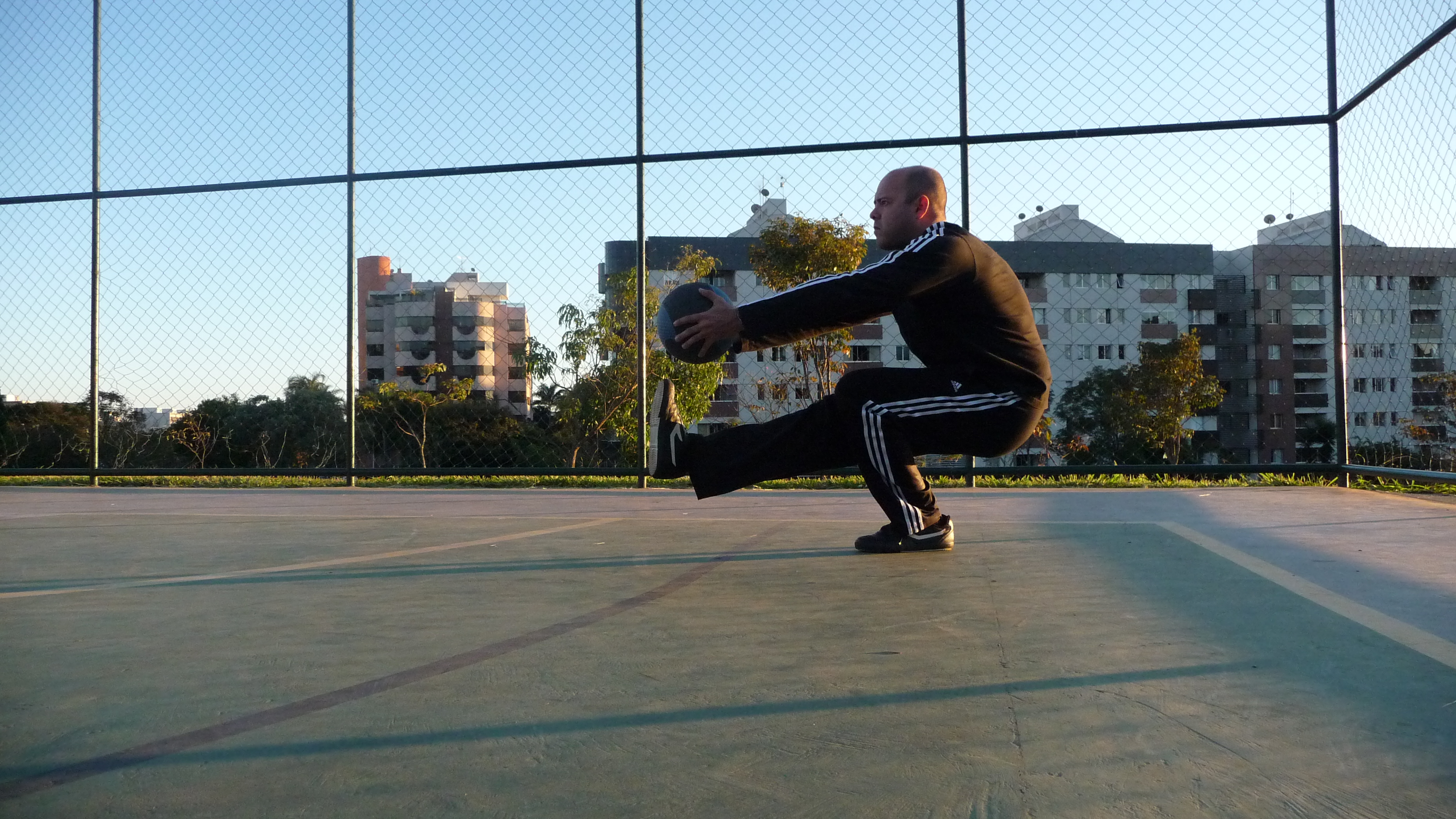
Squat sur une jambe avec médecine ball

## Sécurité
Les risques principaux de cet exercice sont des lésions du dos, allant de la lombalgie à la hernie discale, dues à une courbure excessive du bas du dos (en cyphose ou en lordose) lors du mouvement, ainsi que des entorses du genou, dues à un positionnement inadéquat (défaut d'alignement des jambes et des pieds) ; l'utilisation d'une charge trop lourde et/ou un échauffement insuffisant prédisposent à de telles blessures. Comme tout exercice de musculation, qui plus est lorsque celui-ci est réalisé avec des charges trop lourdes, et/ou avec une technique inadéquate, et/ou avec un échauffement insuffisant, et/ou avec une mauvaise hydratation, le squat peut entraîner des tendinites (généralement au niveau du genou) ou des lésions articulaires et musculaires. Il est donc impératif de réaliser ce mouvement avec une technique parfaite, une charge adaptée à son niveau, et assisté par une personne compétente.
D'après une méta-analyse de 2013, les flexions sur jambes complètes (jusqu'au contact entre ischio-jambiers et chevilles), effectuées avec un poids plus faible, présentent moins de risques de blessures que les flexions sur jambes partielles (jusqu'à la parallèle ou moins), effectuées avec un poids plus élevé, tout en étant un exercice efficace.
Pour limiter les risques de blessure, les sportifs pratiquent généralement cet exercice équipés d'une ceinture spécifique et de bandes élastiques très serrées (straps) autour des genoux. Toutefois le rôle de la ceinture est mal compris par beaucoup de pratiquants, voire d'entraîneurs, et même de fabricants : il s'agit non d'enserrer les muscles lombaires (cela nuit au contraire à leur action) mais de fournir aux muscles abdominaux un appui stable, améliorant la qualité du gainage ; de ce fait toutes les ceintures larges à l'arrière et étroites à l'avant vendues comme « ceintures de musculation » sont de piètre efficacité, voire dangereuses (encouragent à augmenter trop vite la charge, et peuvent prédisposer à une hernie de la ligne blanche) ; les ceintures de force athlétique, de la même largeur sur tout le pourtour et très rigides, sont efficaces mais inconfortables ; de rares fabricants conçoivent des ceintures larges à l'arrière et à l'avant mais évasées sur les côtés, combinant ainsi confort et efficacité. De façon à permettre le renforcement des muscles de maintien du gainage naturel, il est préconisé de réserver le port d'une ceinture aux séries les plus lourdes d'une séance d'entraînement, et uniquement pour les exercices susceptibles d'en bénéficier.
Le port de chaussures de squat, à la semelle très rigide, favorise la stabilité des pieds, et par là même de toute la chaîne biomécanique. Certains modèles ont des talons de forte épaisseur, ce qui réduit l'amplitude de la flexion des chevilles, mais augmente les contraintes mécaniques au niveau des genoux ; par conséquent, les pratiquants ayant une bonne souplesse des chevilles privilégient généralement des modèles à talon modérément surélevé.
Des suppléments nutritionnels à base de glucosamine et chondroïtine sont également préconisés en prévention, contribuant à la robustesse et à la lubrification des articulations, en association avec un régime alimentaire adéquat et une hydratation optimale.
Pour les pratiquants débutants, n'ayant pas encore acquis une souplesse suffisante au niveau des chevilles, et/ou un développement suffisant des muscles trapèzes et deltoïdes (ce qui rend le maintien de la barre inconfortable), il est courant d'utiliser une cale positionnée sous les talons, et/ou un manchon en mousse ou une serviette enroulée autour de la barre ; toutefois ces pratiques nuisent à l'apprentissage de l'exécution correcte du mouvement et sont à considérer au mieux comme des « béquilles » temporaires, et il est préférable de diminuer la charge pendant la phase d'apprentissage tout en réalisant des exercices spécifiques visant à corriger ces points faibles.

## Records
Le record mondial avec équipement complet (combinaison et bandages aux genoux) a été établi par Dave Hoff le 28 octobre 2019, avec une barre chargée à 577,5 kg.
Le record mondial sans combinaison (on parle alors de « raw record ») a été établi par Vlad Alhazov le 23 décembre 2018, avec une barre chargée à 525 kg.
Le record mondial sans combinaison ni bandages a été établi par Ray Williams en mars 2019, avec une barre chargée à 490 kg.
Le record mondial féminin a été établi par Becca Swanson (USA), avec une barre chargée à 387 kg[Quand ?].
Tom Platz (voir supra) pratiquait le squat en séries très longues (50 voire davantage), jusqu'à l'épuisement total. Lors d'une compétition informelle avec Frederick Hatfield (en) (pratiquant de force athlétique et surnommé « Dr. Squat », alors détenteur du record mondial de 460 kg, établi à l'âge de 45 ans en catégorie moins de 100kg), consistant à exécuter un maximum de répétitions avec une barre chargée à 238 kg, Tom Platz l'a nettement devancé en effectuant 23 flexions complètes.

## Muscles sollicités
Ce mouvement fait intervenir au moins les muscles suivants :
- muscle quadriceps fémoral (moteur)
- muscle grand glutéal (moteur)
- muscle moyen glutéal (synergique)
- muscle petit glutéal (synergique)
- muscle adducteur de la hanche (synergique)
- muscle ischio-jambier (moteur)
- muscle jumeau inférieur (moteur)
- muscle jumeau supérieur (moteur)
- muscle soléaire (stabilisateur)
- muscles érecteurs du rachis (stabilisateurs)
- muscles de la ceinture scapulaire (stabilisateurs)